# Pilsensee
Pilsensee este un lac glaciar de apă dulce situat pe teritoriul comunei Seefeld din Districtul Starnberg, Bavaria superioară (Germania), la aproximativ 35 de kilometri sud-vest de München. El este penultimul, ca mărime, dintre lacurile Țării de cinci lacuri (Fünf-Seen-Land).

## Geografie
Pilsensee este penultimul (ca mărime) dintre lacurile „Țării de cinci Lacuri” (Fünf-Seen-Land), fiind situat la nord-est de Ammersee și la sud de Wörthsee. El are o suprafață de aproape 2 km², cu o lungime de 2,715 km, o lățime maximă de 1,03 km și un volum ceva mai mare de 18 km³, fiind destul de adânc (adâncime maximă de 17,1 m). Bazinul său are o suprafață de 37.8 km². A fost creat de ghețari în epoca de glaciație din Alpi ca un bazin lateral al lui Ammersee. Până la retragerea, respectiv topirea ghețarilor la sfârșitul glacialului Würm, acum 10.000-15.000 de ani în urmă, Pilsensee a fost un braț lateral de aproape 10 km lungime, respectiv golf, al lui Ammersee, acesta fiind pe atunci mult mai mare decât în prezent. Pe măsură ce nivelul de apă al lacului Ammersee a scăzut continuu, în următoarele secole, râul Kienbach a adus grohotiș și pietriș cu el, astfel încât zona de la nord de Herrsching s-a uscat. S-a dezvoltat în continuare o zonă de turbării și de stuf, astăzi numită Herrschinger Moos, fiind o arie protejată. Pe malul lacului se află două localități: Seefeld și Hechendorf am Pilsensee (încadrată în comuna Seefeld pe 1 ianuarie 1978).

## Istoric
Împrejurimile lacului au fost colonizate deja înainte de perioada romană. Cele două comune Seefeld și  Hechendorf de pe malul lacului s-au dezvoltat din mijlocul evului mediu.
- Seefeld: În 1150, teritoriul este menționat în documente vechi ca Sevuelt (încă fără castel) și a aparținut Domnilor de Weilheim, apoi, din 1318, Domnilor de Seefeld. Castelul Seefeld clădit acolo a fost pomenit pentru prima dată în 1302 sub numele Feste Schlossberg (Fortăreața Schlossberg). După moartea ultimului succesor masculin al acestei familii, posesiunea a trecut prin mâinile mai multor familii de nobili, până în cele din urmă, conții de Toerring-Seefeld au moștenit teritoriul cu castel în 1472. În secolul al XVIII-lea, clădirea a fost transformată parțial într-un palat baroc de către feldmareșalul conte Felix Ignaz de Toerring-Jettenbach.[2] În prezent aria cu lacul și castelul aparțin contelui Hans Caspar Graf (conte) zu Toerring-Jettenbach (2017).[1] Biserica Sf. Petru și Pavel este situată în carterul Oberalting și se prezintă în prezent în stil baroc și neogotic, dar are o istorie de 1200 de ani.[3]
- Hechendorf: Pentru prima oară, localitatea Hechendorf este documentată în mijlocul secolului al XII-lea. În documente străvechi locul este menționat ca Höchendorf, ce înseamnă „satul la înălțime”. Mânăstirea din Dießen am Ammersee a avut aici posesiuni.[4] Parohia Sf. Mihail a fost construită în jurul anului 1270 în stil gotic timpuriu, turla bisericii [păstrată până astăzi) deasupra corului. În 1702 o navă de mijloc a fost anexată și în 1772 biserica a fost barochizată.[5]

La 1 ianuarie 1978, a fost hotărâtă în cursul reformei comunale în Bavaria noua municipalitate Seefeld prin fuziunea comunelor Oberalting-Seefeld, Hechendorf am Pilsensee și Meiling.

## Recreere și sport
La lac se ajunge ușor cu S8 (tren urban rapid) de la Aeroportul München Franz Josef Strauß peste München la Herrsching am Ammersee (stația Seefeld-Hechendorf), și autostrada A 96 (München-Lindau) cu ieșirea Oberpfaffenhofen. El reprezintă o zonă importantă de recreere și sport:
- În curtea castelului se află o grădină de bere unde se servește Graf Toerring Bier.
- Destul de multe hoteluri și restaurante
- Zonă de camping lângă Hechendorf[7]
- Zone pentru scăldat la malurile de est și vest
- Rută de drumeție de 11 km lungime în sus și în jos, pentru drumeți și bicicliști în jurul lacului, aproape mereu cu vedere pe el
- Împrumut de bărci cu vâsle, electrice sau hidrobiciclete
- Multe posibilități de pescuit în lac (între altele coregon de lac, păstrăv, somn, știucă) precum în pârâuri neprotejate din apropiere, permis numai cu bilete (de cumpărat pentru o zi, o săptămâna sau o lună, valabile și pentru Wörthsee).[8]
- Arii protejate
- Iarna posibilități pentru patinaj și curling pe lac, pentru că apa acestuia îngheață foarte repede

## Obiective turistice în apropiere
- Palatul Seefeld cu parc, însuși inaccesibil public cu excepția muzeului, dar de închiriat parțial pentru congrese, evenimente culturale, cununii etc.
- Unele buticuri mici și ateliere de artă în curtea castelului, de asemenea, mai multe expoziții mici răspândite peste an tot acolo
- Filiala Muzeului de Artă egipteană cu expoziții schimbătoare
- Biserica Sf. Petru și Pavel Seefeld originară din secolul al IX-lea
- Parohia Sf. Mihail Hechendorf construită în jurul anului 1270
- Biserica rotundă Sf. Martin în stil rococo din Seefeld, cartierul Unering finalizată în 1722

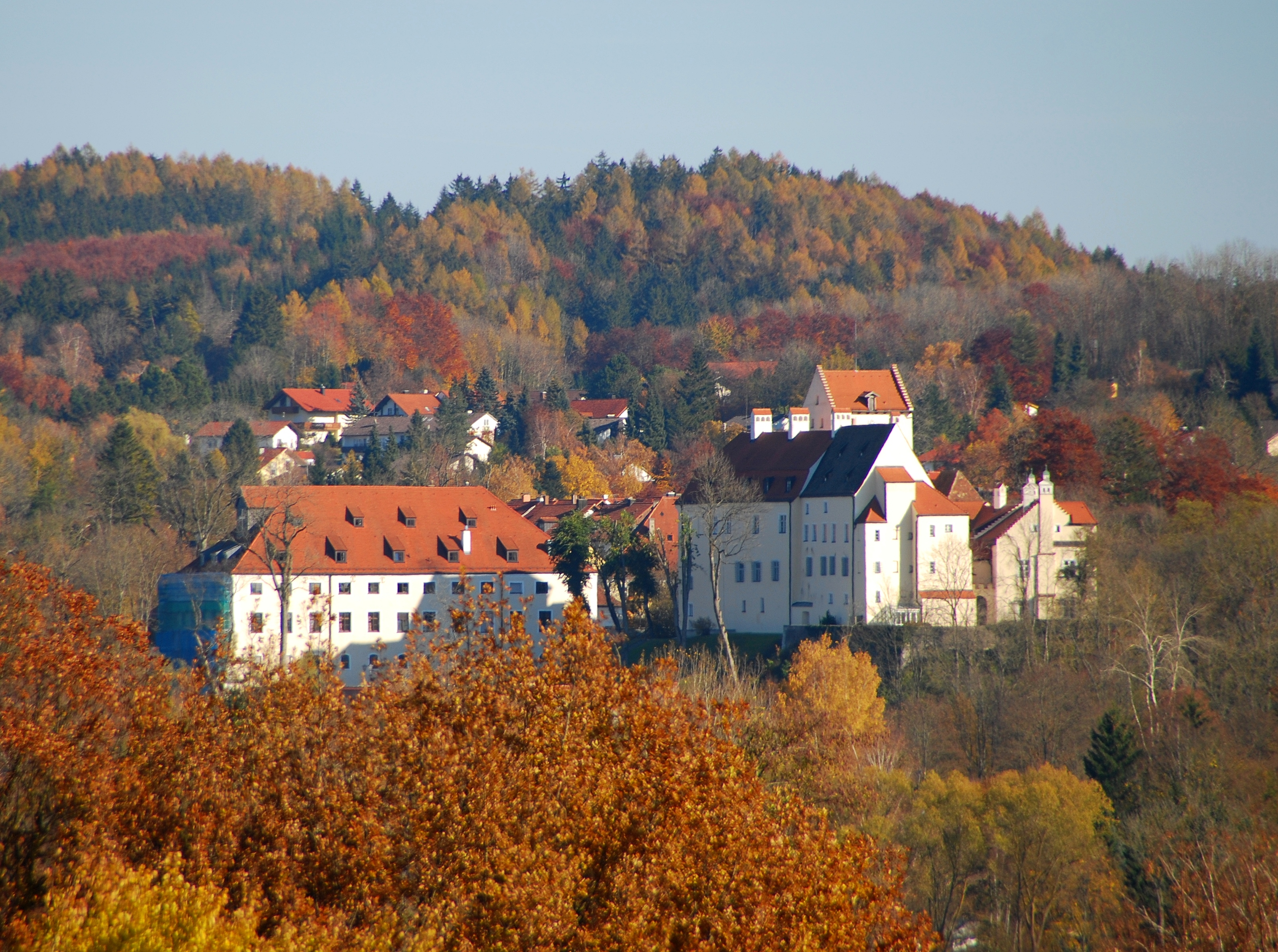
Palatul Seefeld 1
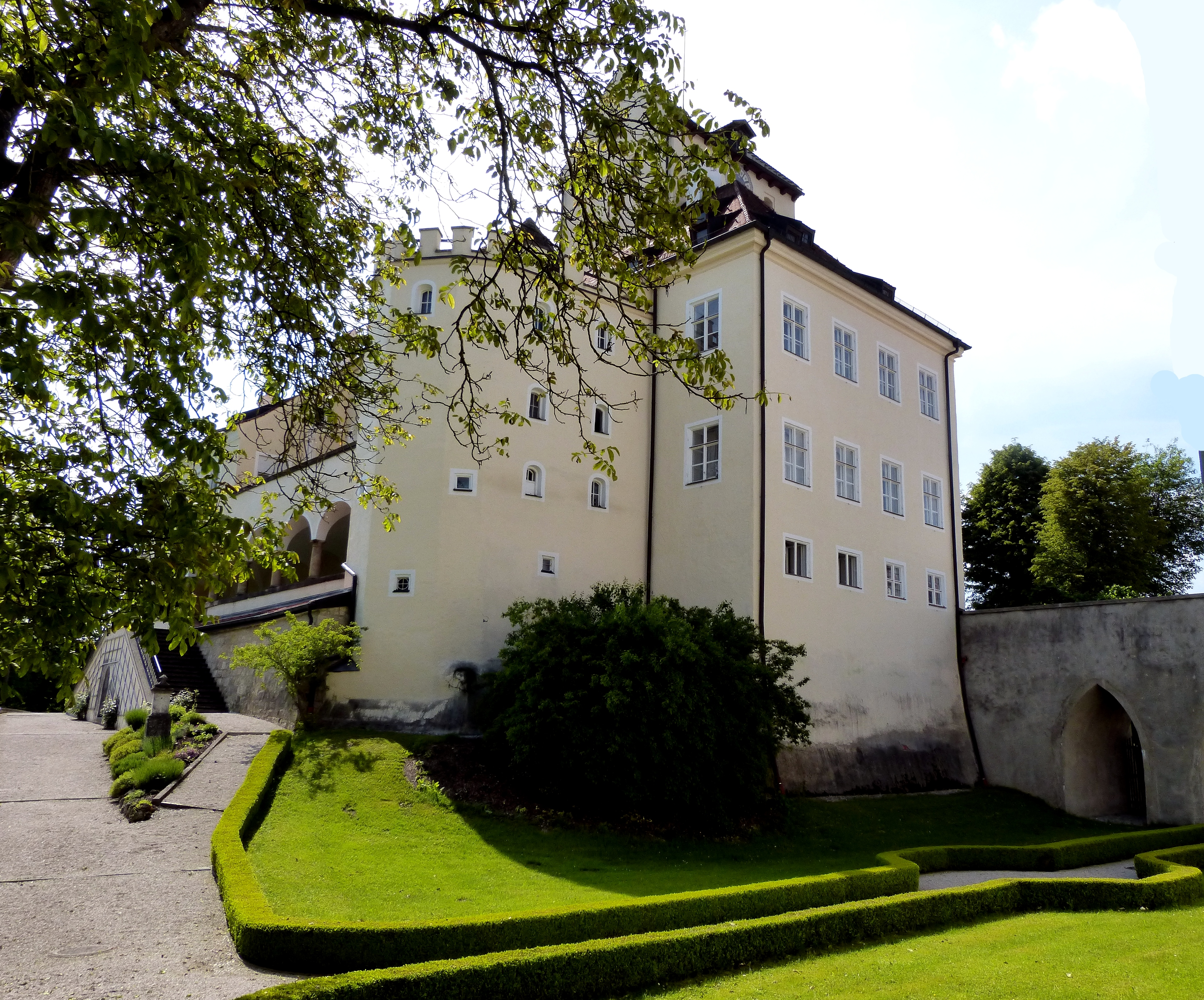
Palatul Seefeld 2
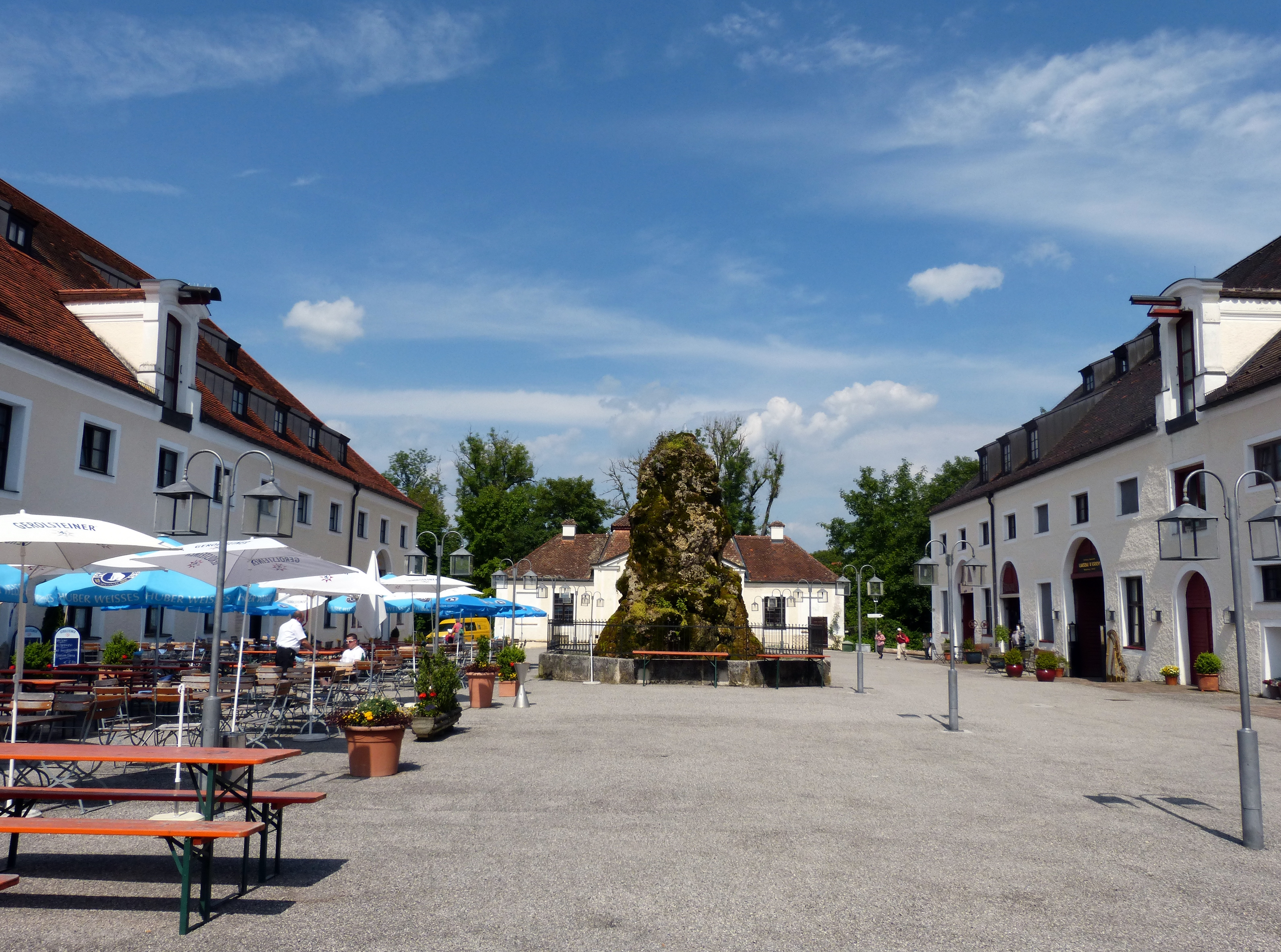
În curtea castelului
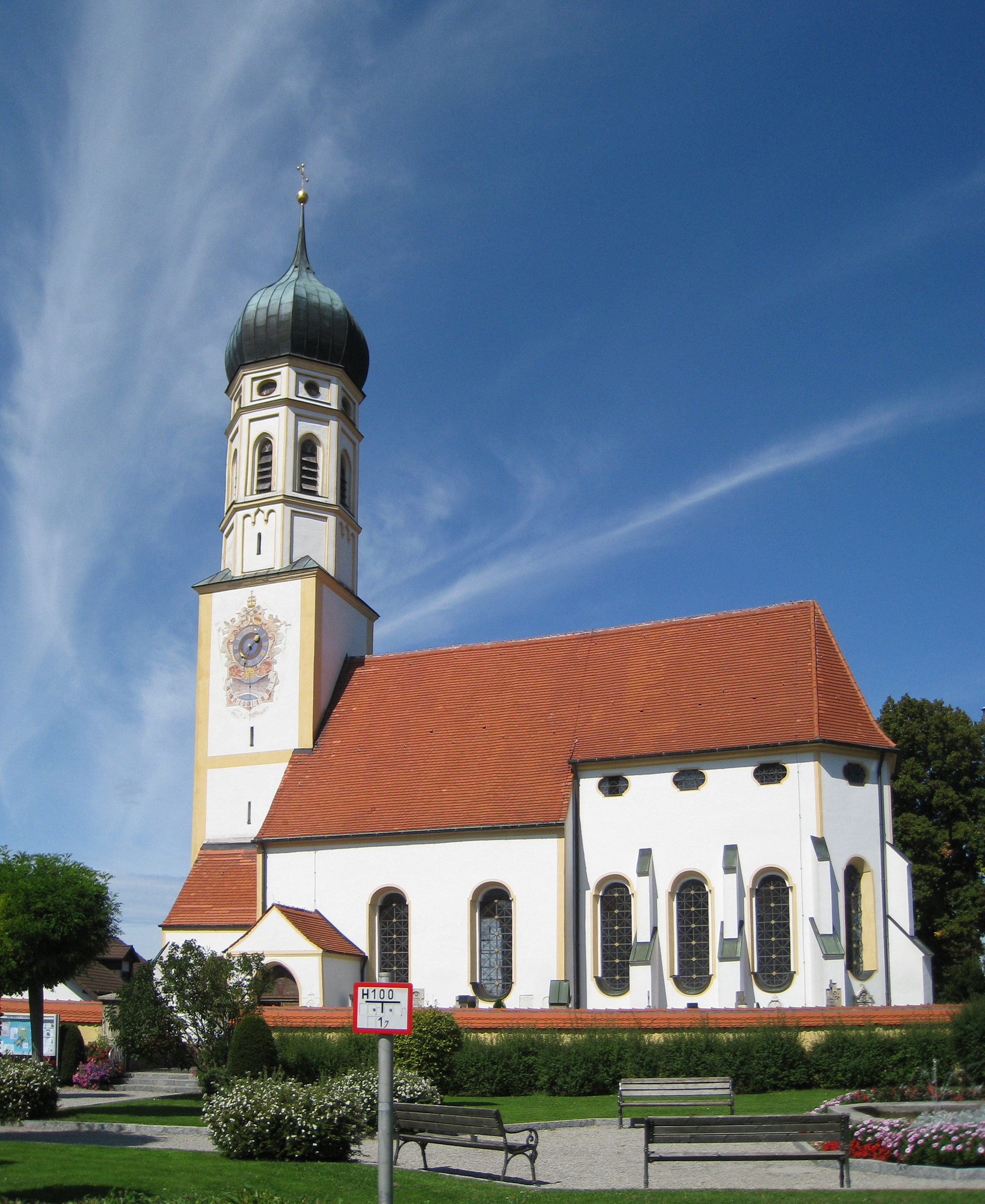
Sf.. Petru și Pavel, Seefeld
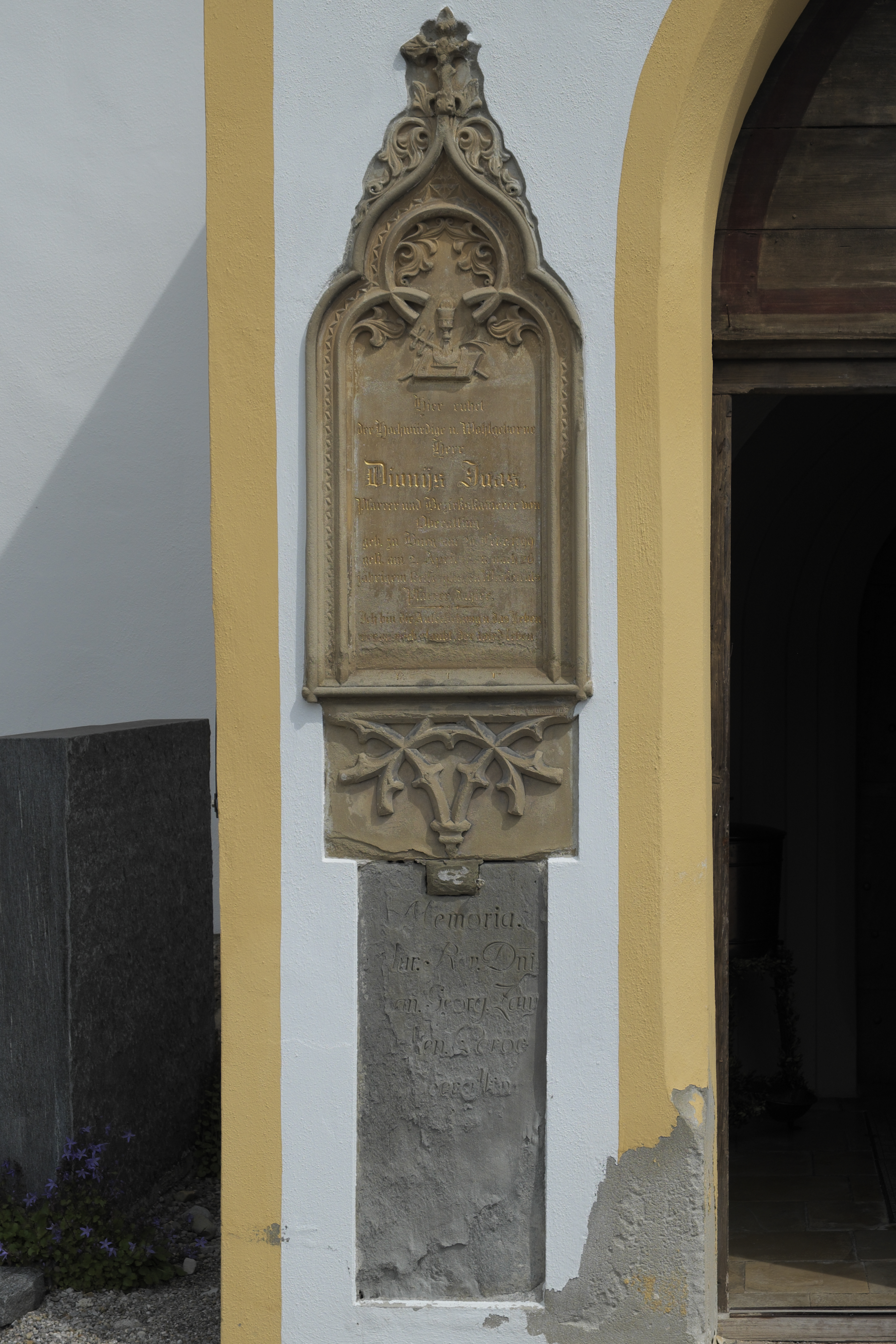
Sf.. Petru și Pavel, Seefeld, epitaf, sec. XVIII
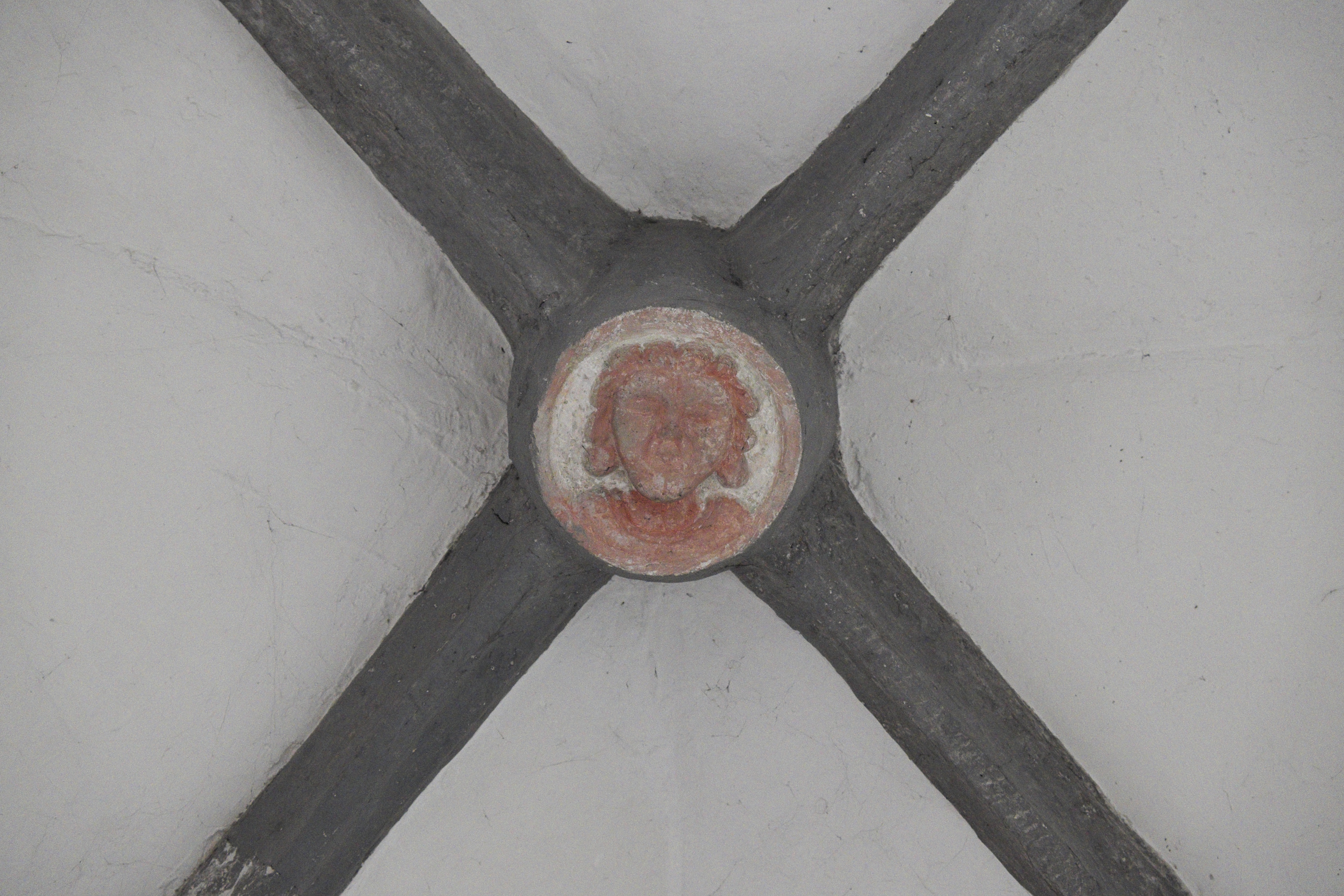
Sf.. Petru și Pavel, Seefeld, cheia de boltă, sec. IX
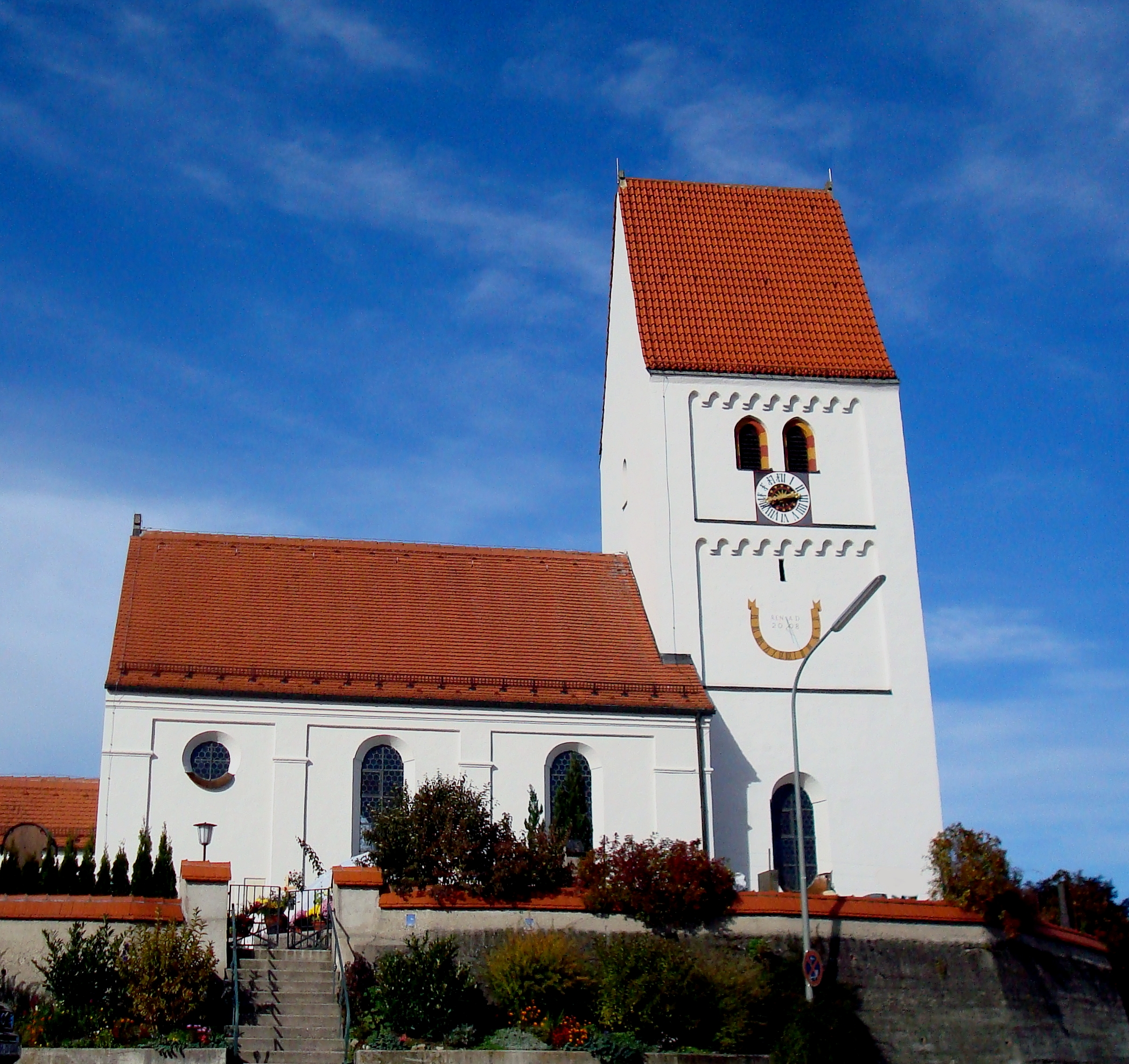
Biserica Sf. Mihail, Hechendorf
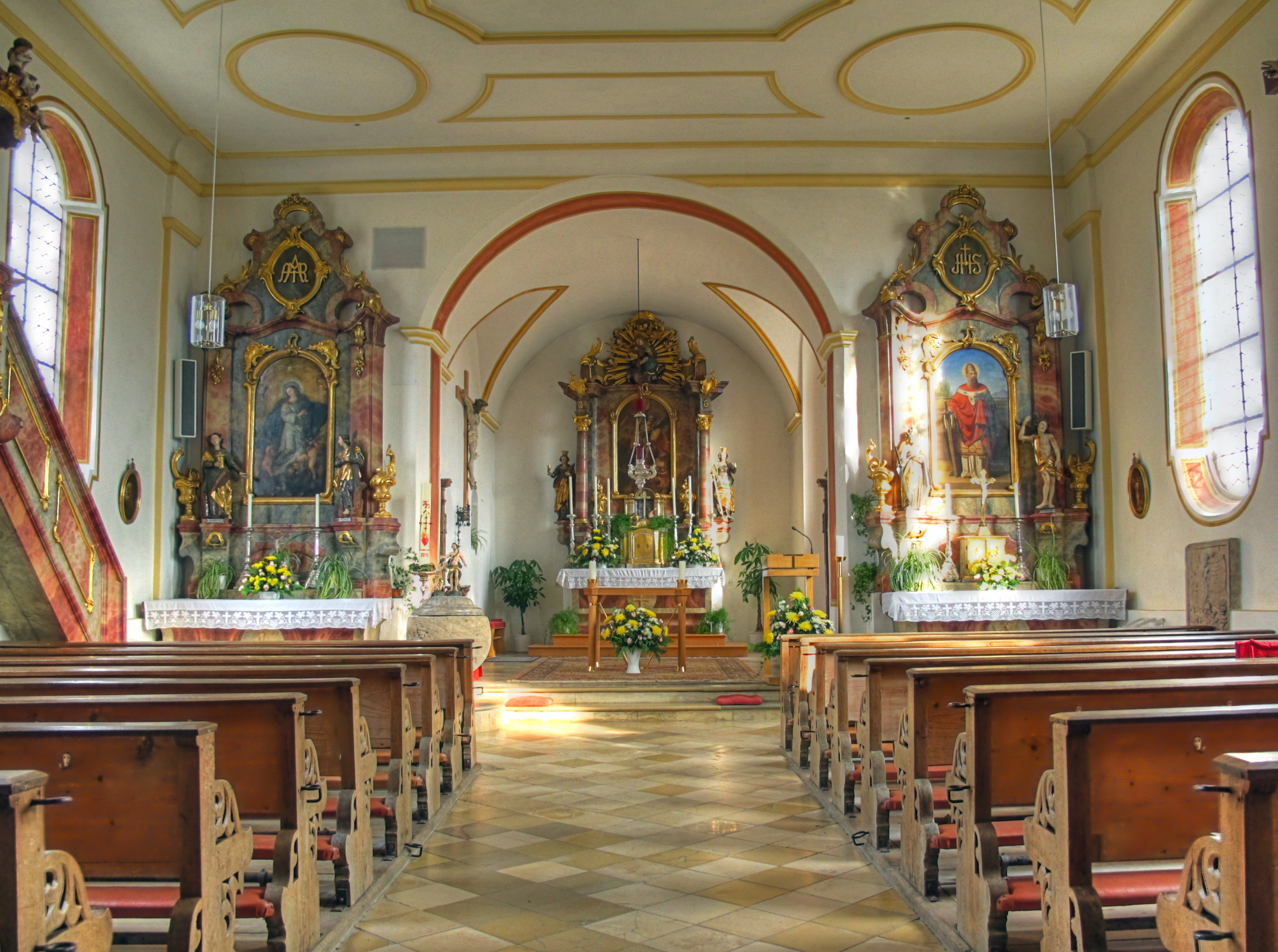
Sf. Mihail Hechendorf, interior
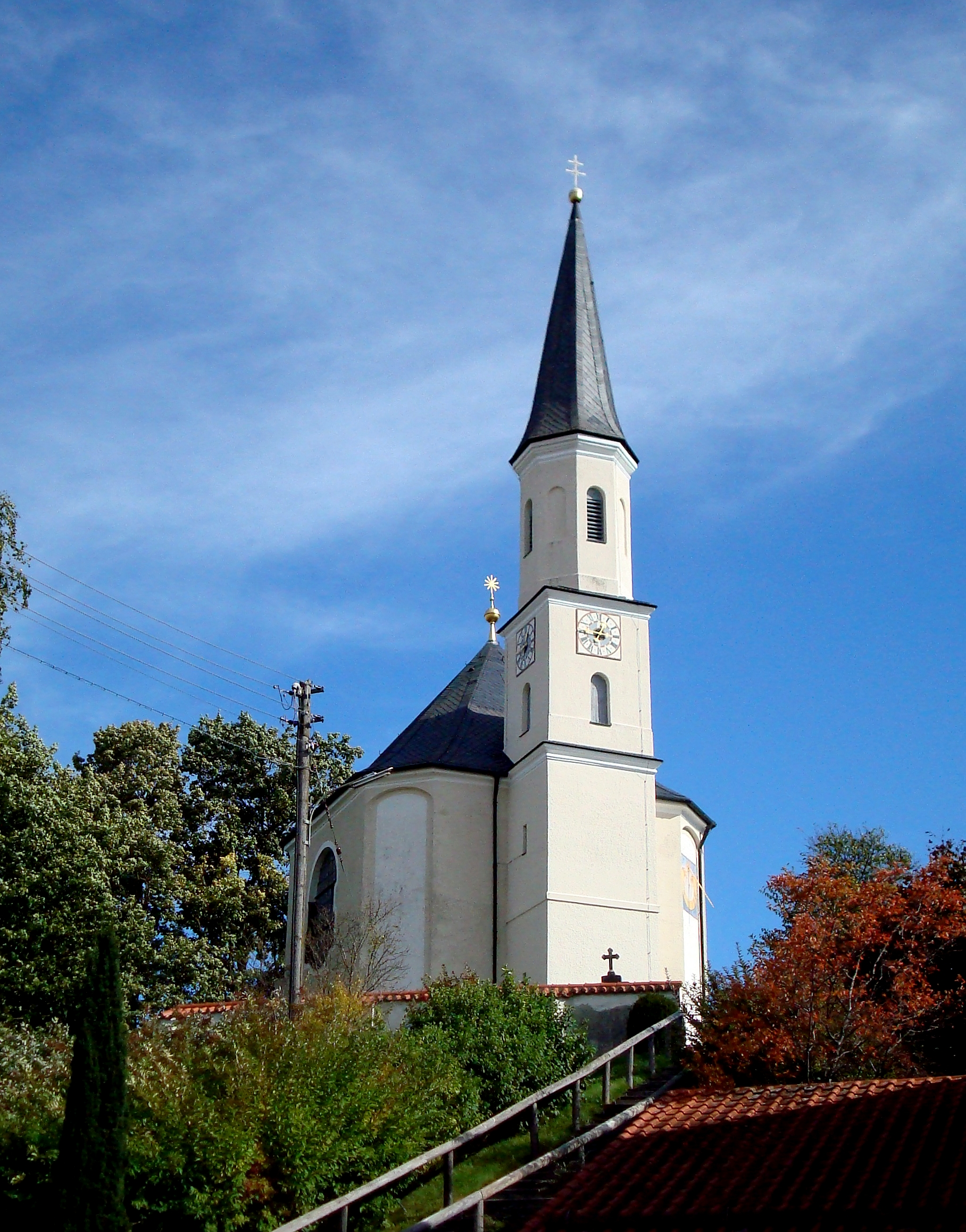
Biserica Sf. Martin, cartierul Unering

## Galerie de imagini

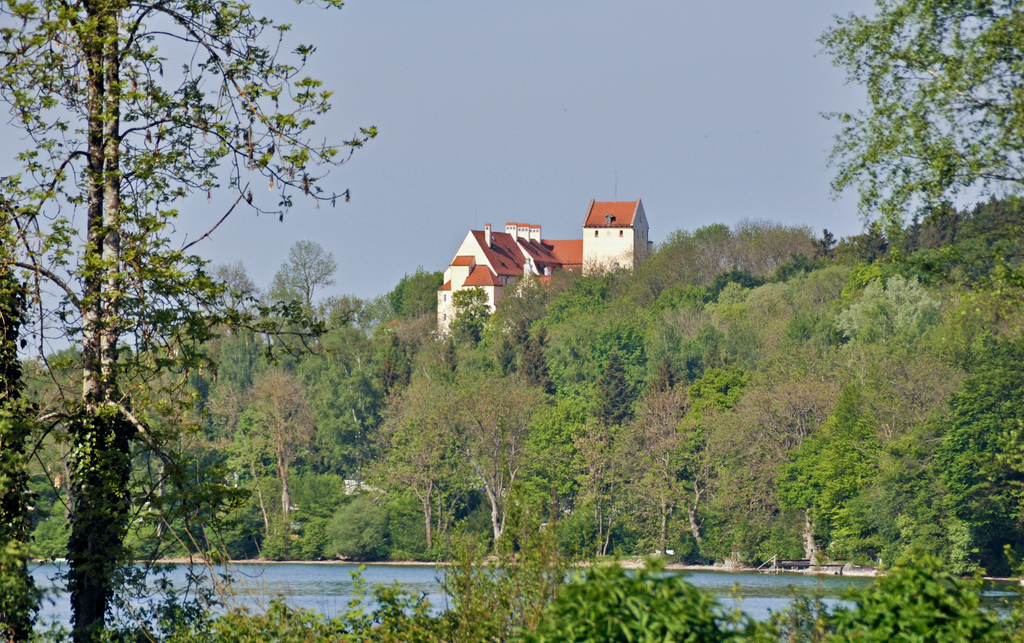
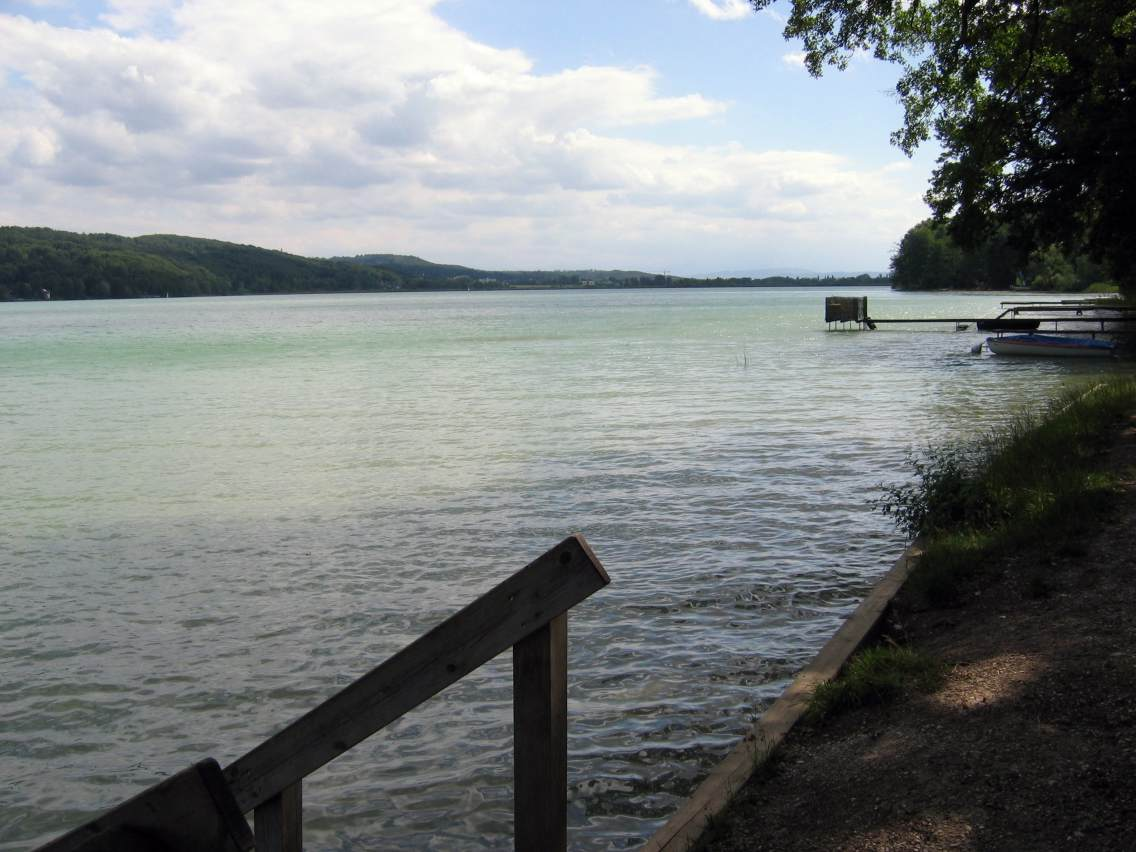
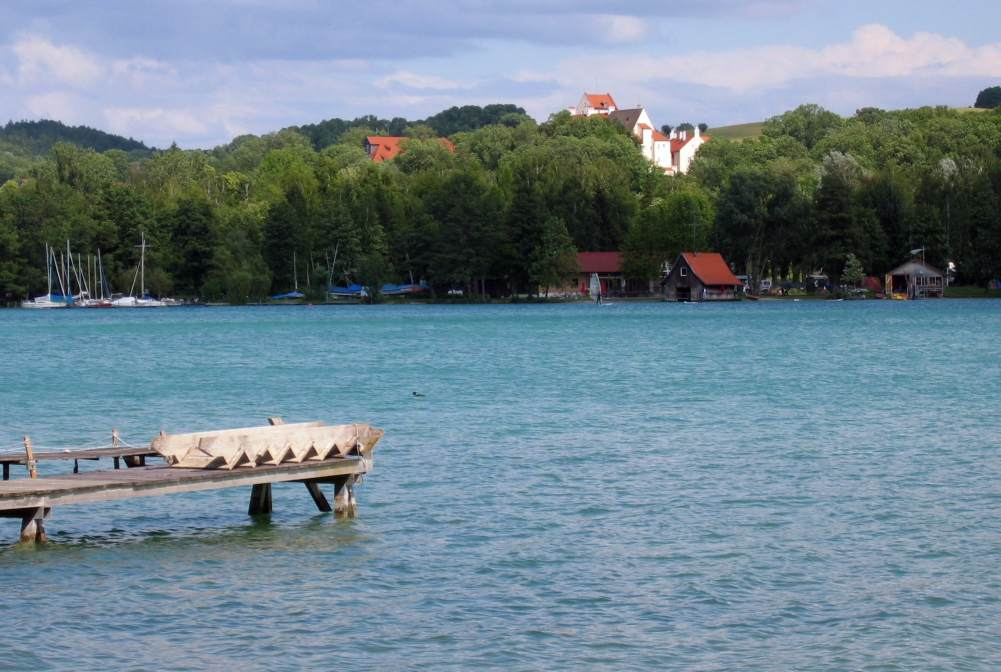
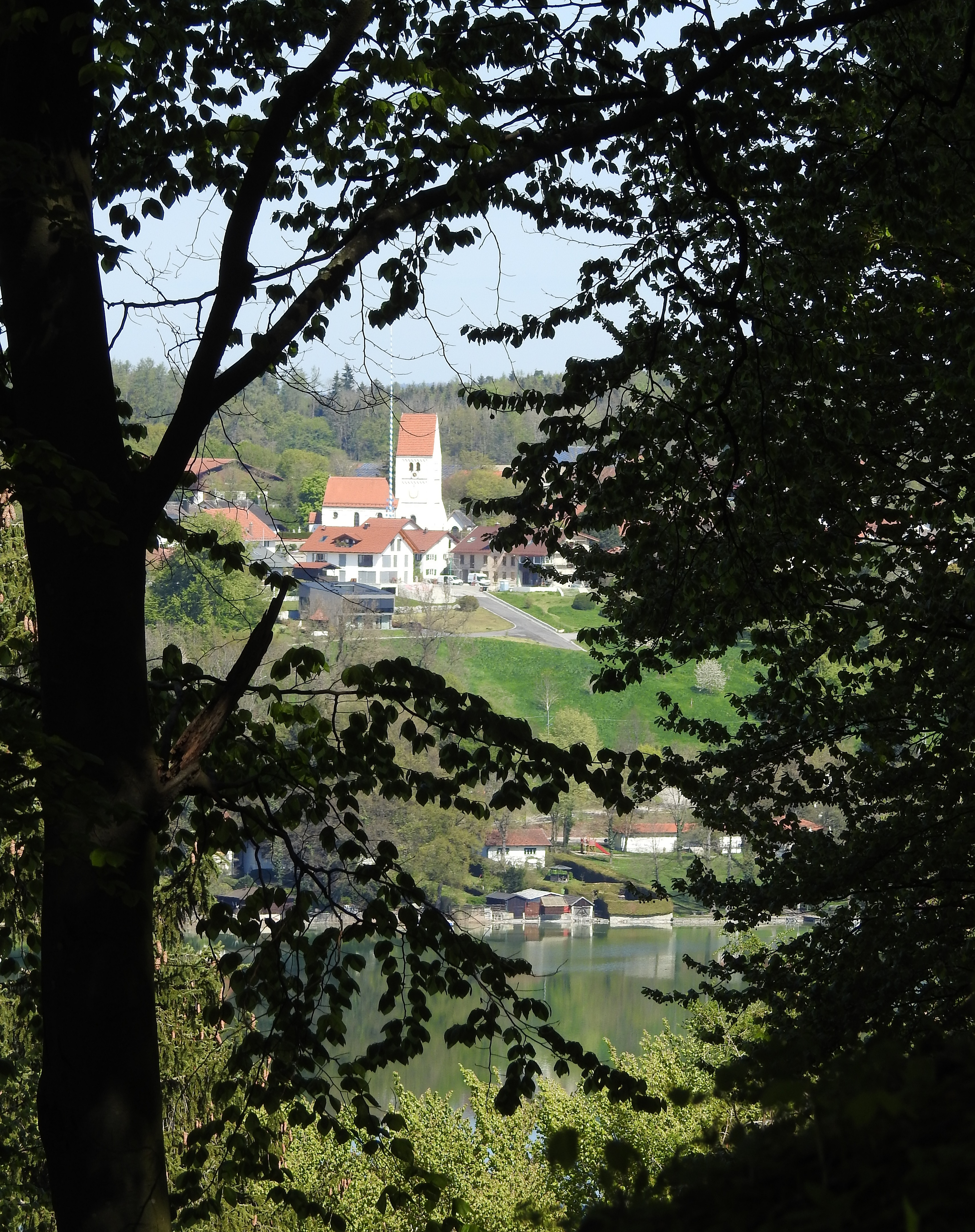
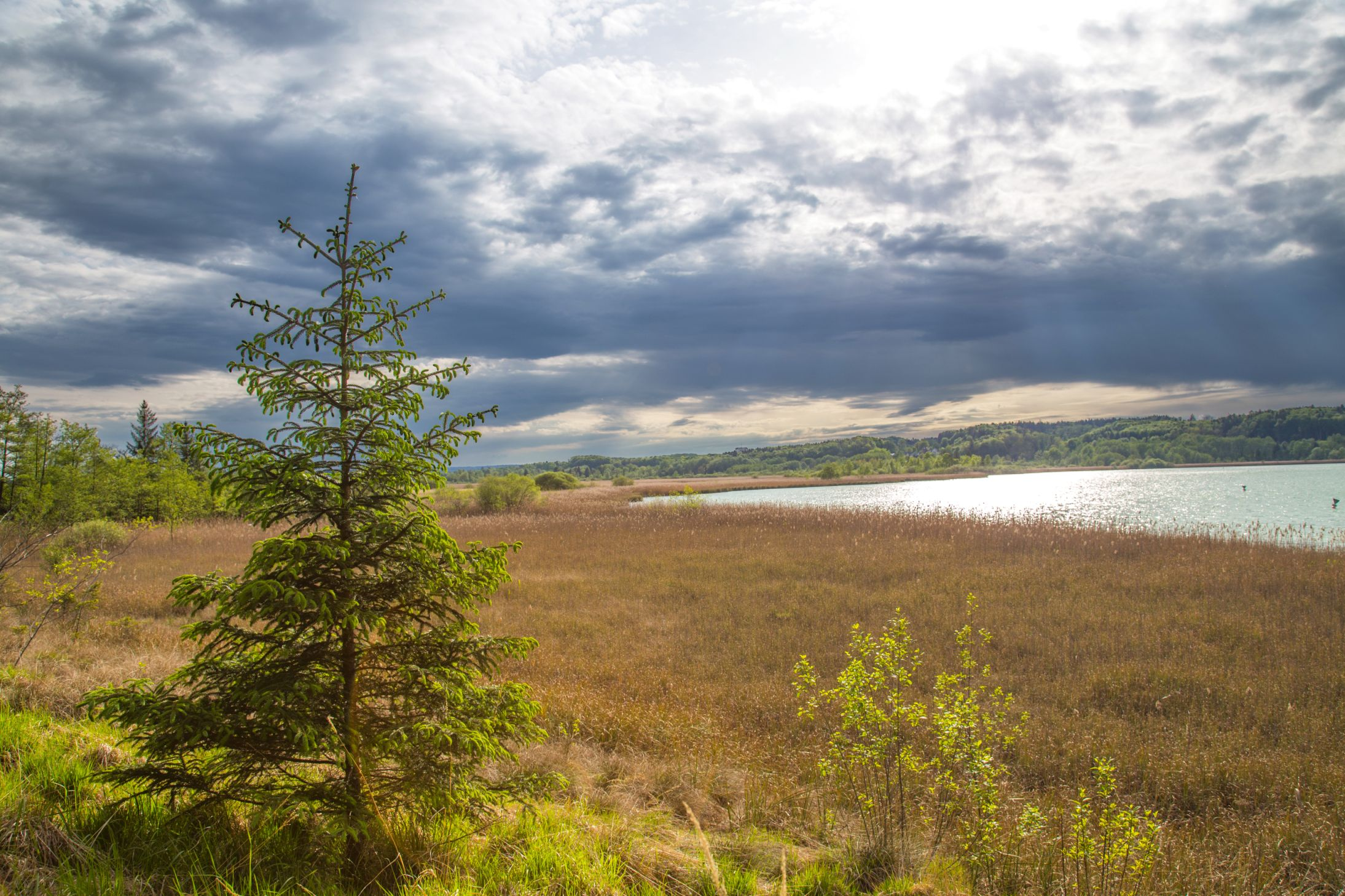
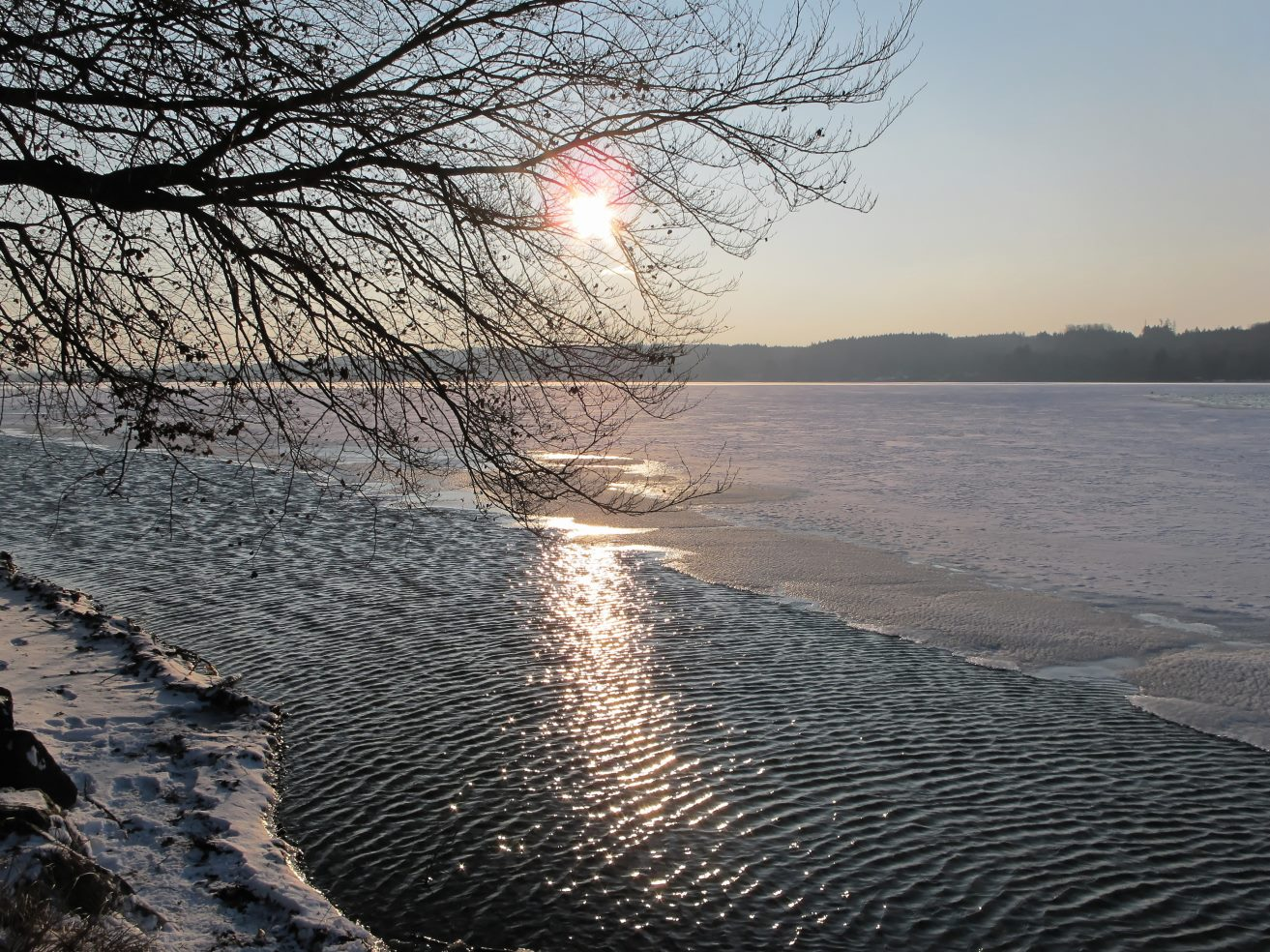
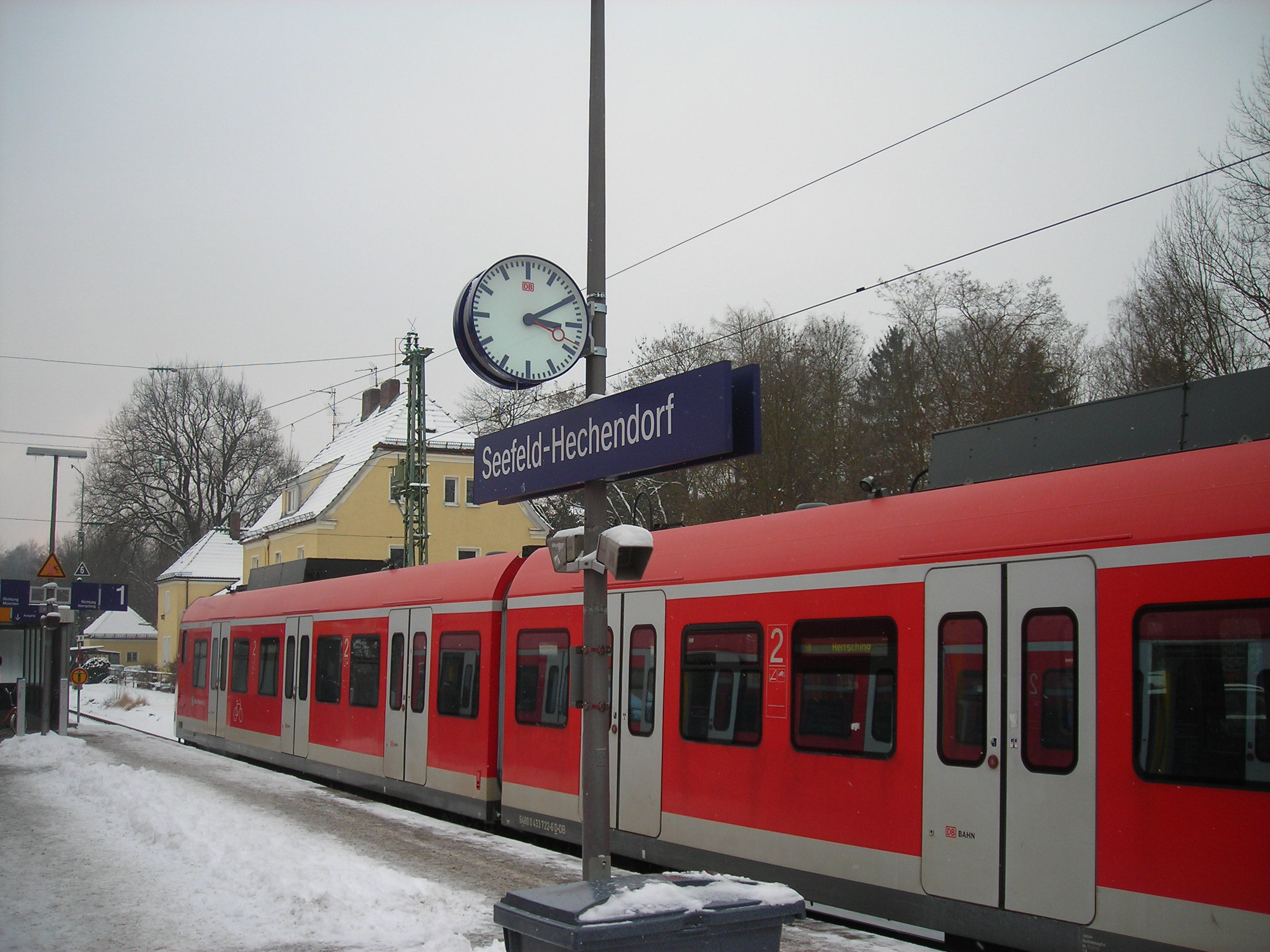
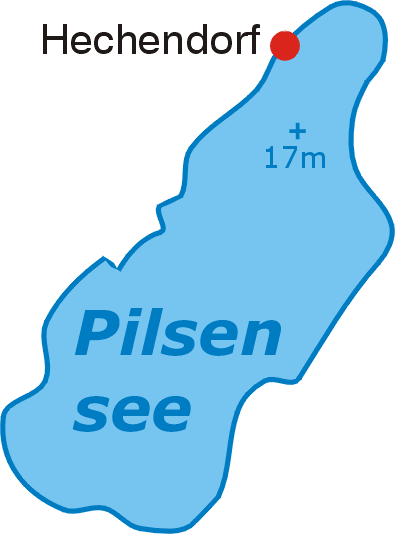